# ماركوس بيرنال
ماركوس بيرنال (بالإسبانية: Marcos Bernal)‏ هو لاعب كرة قدم مكسيكي، ولد في 15 فبراير 1993.